# Jean Girardin
Pour les articles homonymes, voir Girardin.
Jean Pierre Louis Girardin, né le 16 novembre 1803 à Paris et mort le 30 mai 1884 à Rouen, est un chimiste français.

## Biographie
Formé au Collège de France à Paris, il est nommé professeur de chimie à Rouen en 1828, titulaire de la chaire de chimie (1838) à l'école départementale d'agriculture jusqu'en 1857. Il contribue au développement de la chimie et est membre correspondant de la Société d'agriculture de France en 1835, de l'Académie des sciences en 1842 et de l'Académie de médecine en 1846. Il est nommé directeur de l'école supérieure des sciences et des lettres de Rouen à sa création en 1855.
Successeur de Louis Pasteur à Lille, il devient doyen et professeur de chimie à la faculté des sciences de Lille de 1857 à 1862, où il publie de nombreuses études. Il supervise également l'École des arts industriels et des mines de Lille (École centrale de Lille). Il donne des cours sur les machines à vapeur de type Woolf, sur la combustion et les combustibles, sur les fertilisants et la distillation sucrière.  
Après avoir été recteur de l'académie de Clermont, il retourne à Rouen où il redevient directeur de l'école des sciences appliquées. Il prend sa retraite en 1882.
Ses obsèques sont célébrées dans la cathédrale Notre-Dame de Rouen et il est inhumé au cimetière monumental de Rouen,.

## Récompenses et distinctions
- Chevalier de la Légion d'honneur (1841)
- Officier de l'Instruction publique (1855)
- Officier de la Légion d'honneur (1857)[5]
- Commandeur de l'ordre du Lion et du Soleil (1858)
- Officier de l'ordre de Léopold (1864)